# 美國銀行中心 (香港)

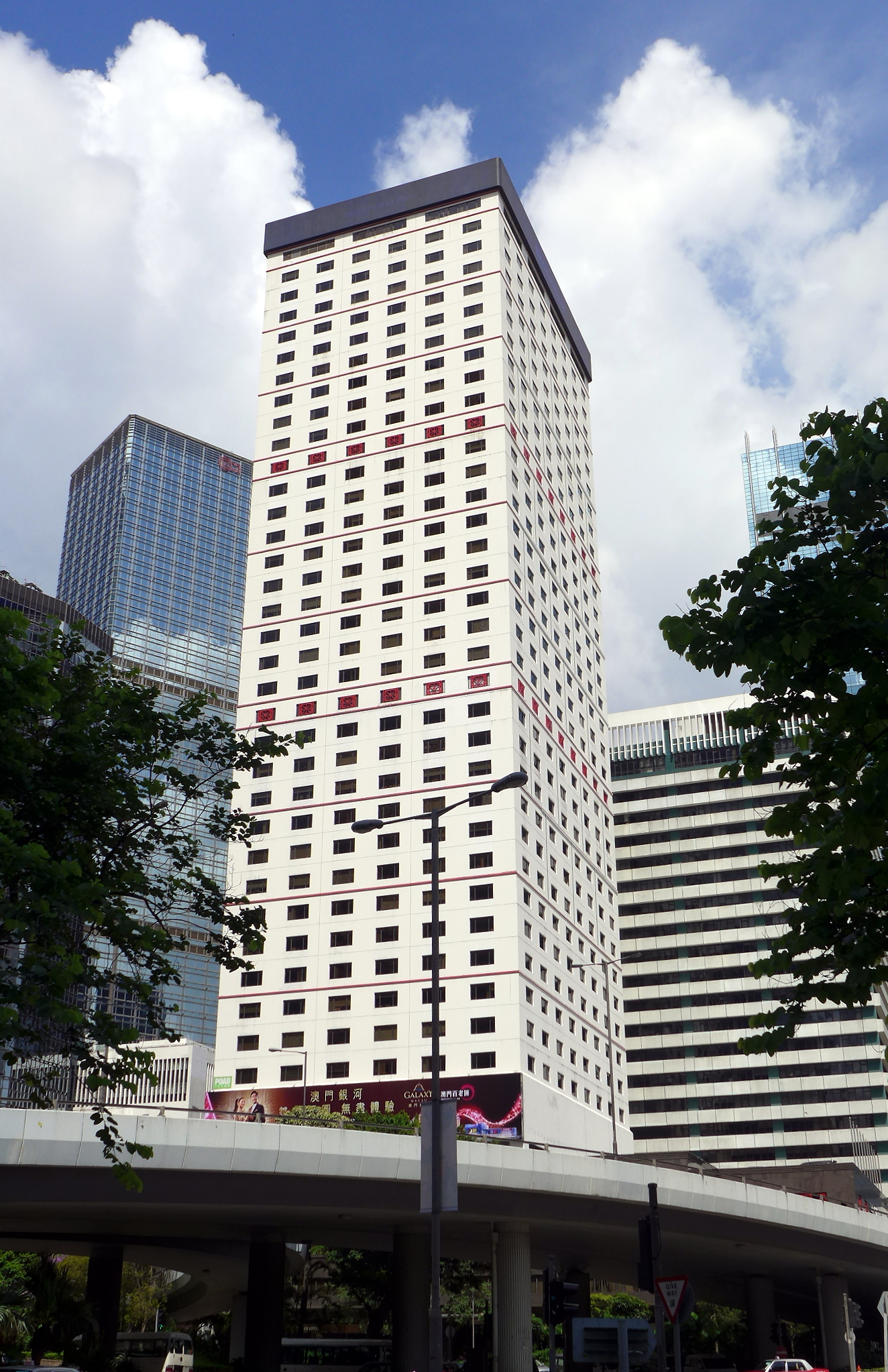
美國銀行中心

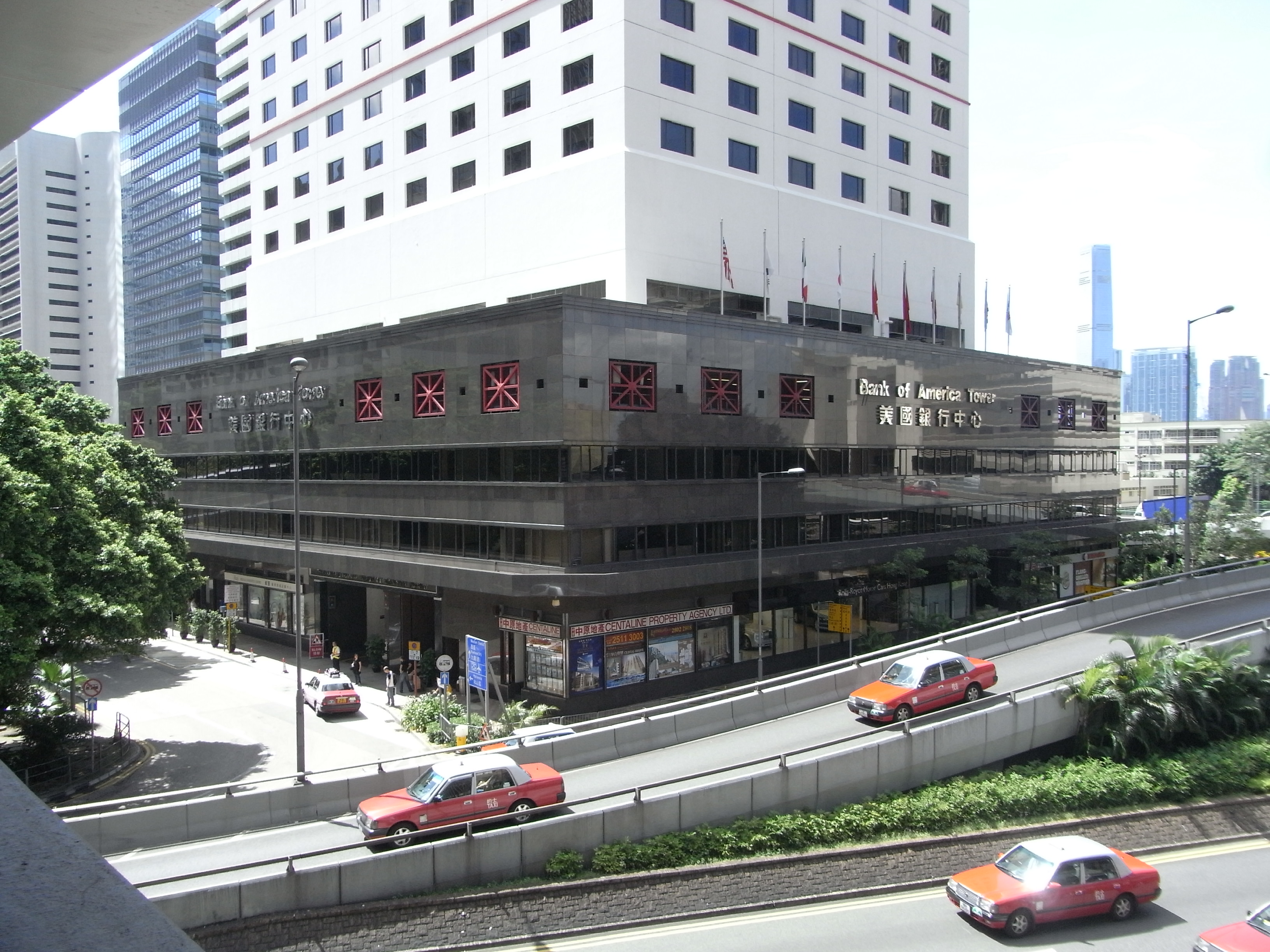
美國銀行中心基座

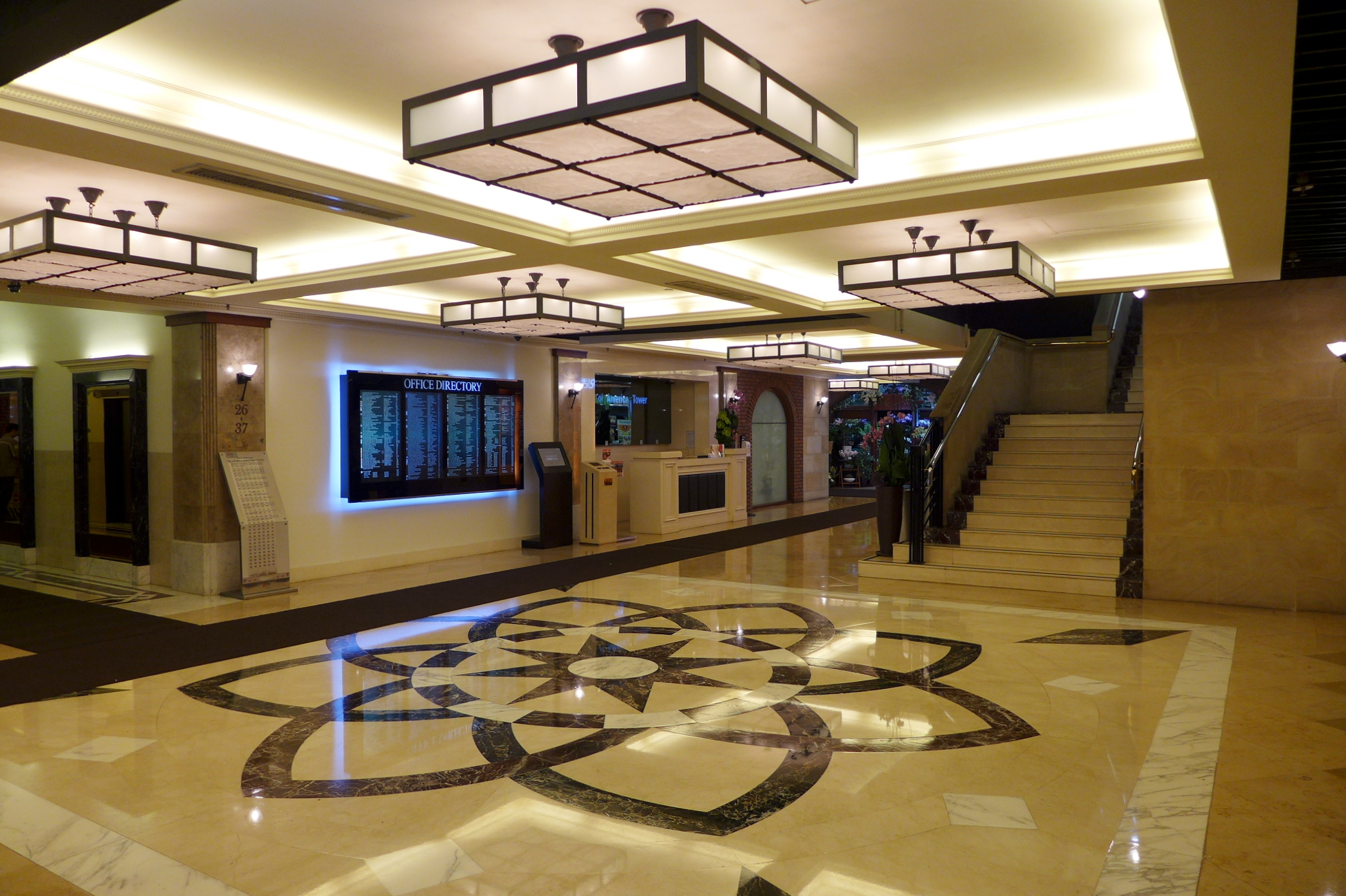
美國銀行中心地下大堂

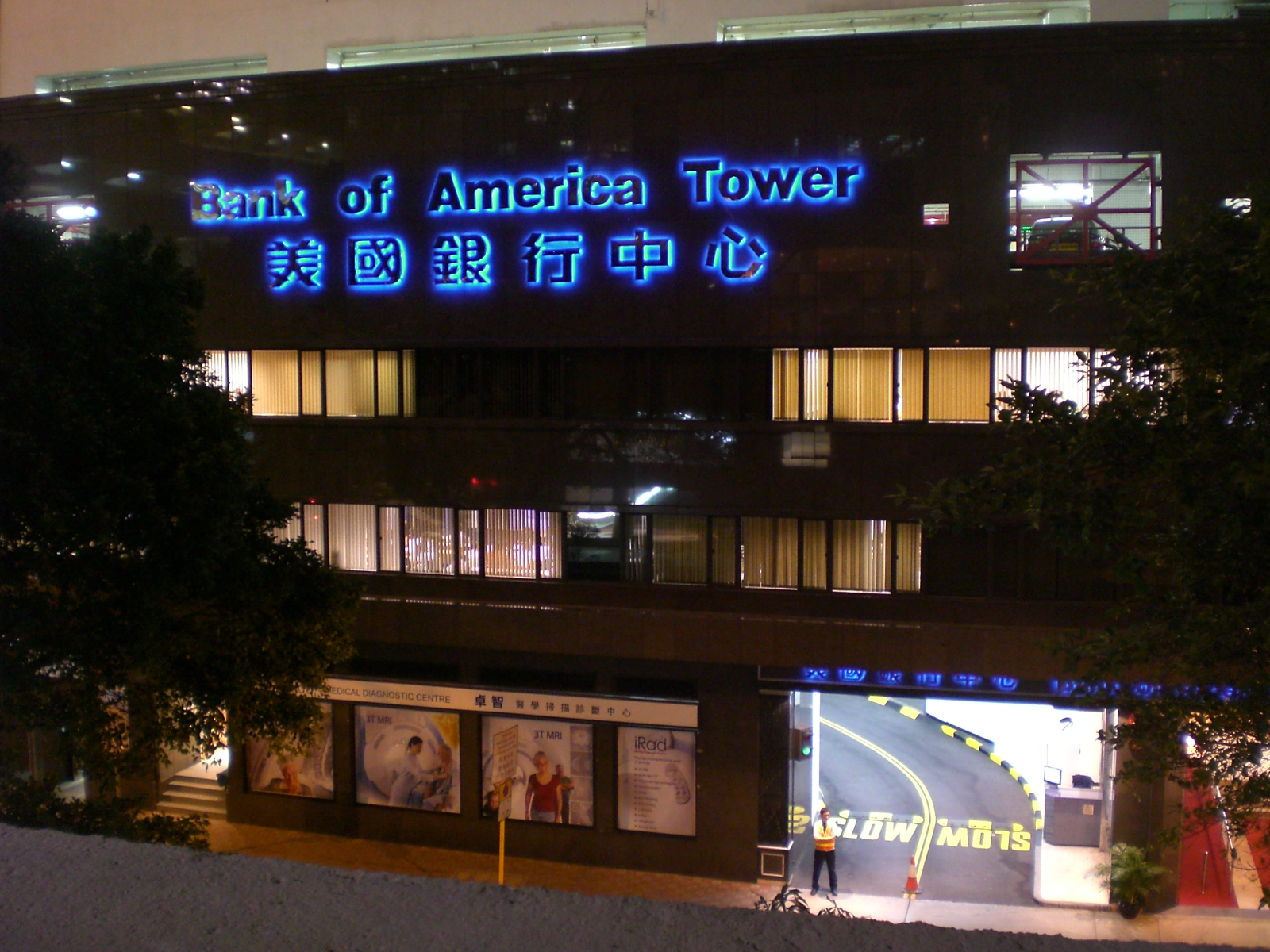
美國銀行中心基座停車場入口

美國銀行中心（英語：Bank of America Tower，簡稱美銀中心），是香港金鐘夏慤道13至15號一幢甲級寫字樓大廈，物業樓高37層。因業主數度改變，大樓名稱曾分別為「金門大廈」和「佳寧中心」。又因大廈外貌呈工整的長方形，曾有「方正大廈」的別稱。該建築物由金門建築興建，承租者先後包括佳寧置業、美國銀行、德祥企業、香港中文大學專業進修學院及醫生辦公室，事務律師辦公室，大律師辦公室等。
美國銀行中心是香港大型旅遊活動「幻彩詠香江」的參與建築物之一。

## 簡介
美國銀行中心樓高37層，地下及1樓部份範圍為商場，有數間快餐店。1樓其餘部份至2樓為香港中文大學的商學院市區教學中心、法律學院研究生部及專業進修學院，3至4樓為停車場，5樓以上屬寫字樓。

## 歷史
美國銀行中心現址，原為金鐘兵房內的軍事用地，駐港英軍在1960年代初開始縮減在金鐘的駐軍規模，陸續釋出軍營用地供港府改善當地交通及擴展商業區。1970年代初，政府拍賣土地，由金門建築擊敗當時實力雄厚的香港置地投得，發展成金門大廈（Gammon House），於1975年落成啟用。同年怡和成功地收購金門建築為其附屬公司，金門大廈遂落入怡和手上。在香港滙豐總行大廈於1980年代重建完成之前，香港上海滙豐銀行一度於該大廈之地庫設立金庫。

### 佳寧集團大廈
1980年1月，佳寧集團主席陳松青以9億9800萬港元購入金門大廈，並改名為佳寧集團大廈，數月後，以接近一倍的16億8000萬港元轉售予另一財團，當時的交易並無向銀行借貸，佳寧聲稱收購資金由佳寧背後的財團支付，交易實際是意圖向外界展示佳寧集團的實力。
1982至1983年間，由蕭永豐構思的上流人士俱樂部 The I Club 在中心內營運，開幕日邀請了安迪·華荷等名人出席，惟因投資信心致財務問題在一年內結束。
1982年，香港地產因前途問題而大跌。1982年10月，佳寧的債權銀行入稟法院要求將其清盤。1983年10月佳寧集團清盤。1983年9月，香港警方開始調查佳寧於1980年金門大廈的交易，當中陳松青等人因涉嫌詐騙被提出檢控。經過複雜司法程序，1987年案件在香港最高法院審判。

### 美國銀行中心
在佳寧清盤後，佳寧集團大廈分層出售，由美國銀行購得數層作為香港辦事處，並得命名權，所以易名成「美國銀行中心」。在2000年代初，美國銀行香港辦事處已經遷至長江集團中心及九龍貿易中心，只保留美國銀行中心的命名權及外牆廣告權。曾有主要租戶希望購買命名權，但因業權分散，需要各樓層大部分業主同意才可易名，惟至今仍保留美國銀行中心名稱。

## 鄰近建築物
- 中國人民解放軍駐香港部隊大廈
- 長江集團中心二期
- 東昌大廈
- 遠東金融中心
- 金鐘廊
- 美利道多層停車場

## 交通
物業位處中環及金鐘之間，由港鐵中環站出口，步行5至10分鐘可達該廈，而大廈商場出口，有接駁天橋連至金鐘廊，亦即可通往金鐘港鐵站及該區商廈。
港鐵
- █  荃灣綫、 █  港島綫：中環站J3出口
- █  荃灣綫、 █  港島綫、 █  南港島綫、 █  東鐵綫：金鐘站B出口

## 外部連結
- 美國銀行中心的故事
- 香港旅遊事務署 - 幻彩詠香江：美國銀行中心 （页面存档备份，存于）